# Дворище (област Стара Загора)
 За другото българско село с име Дворище вижте Дворище (Област Кюстендил).  
Дворище е село в Южна България. То се намира в община Гурково, област Стара Загора.